# Pelle Svanslös (série télévisée)
Pelle Svanslös est une mini-série suédoise diffusée sur la chaîne SVT1 durant la période de l'Avent en 1997, adaptée des romans pour la jeunesse de Gösta Knutsson mettant en scène le chat Pelle Svanslös. Elle a pour suite le film Pelle Svanslös och den stora skattjakten.